# معوية بيروكسيد الدم
معوية بيروكسيد الدم (الاسم العلمي:Enterococcus haemoperoxidus) هي نوع من البكتيريا تتبع جنس المكورة المعوية من فصيلة المكورات المعوية.